# Zabójstwa posagowe
Zabójstwa posagowe - forma przemocy wobec kobiet rozpowszechniona w państwach południowej Azji, takich jak Indie, Pakistan czy Bangladesz. Polega na zamordowaniu lub doprowadzeniu do samobójczej śmierci kobiety w wyniku prześladowań lub tortur dokonywanych przez męża lub teściów w celu wymuszenia większego posagu na rodzinie kobiety.

## Indie[1]

### Statystyki
Oficjalne statystyki informują o 7 tysiącach zabójstw posagowych rocznie. Zdaniem organizacji feministycznych liczba ta nie odzwierciedla prawdziwej skali przemocy wobec kobiet, gdyż odsetek zgłaszanych przestępstw jest bardzo niski, a ciała zamordowanych kobiet często są zwyczajowo palone przed wszczęciem dochodzenia policyjnego. Pomimo spadku ogólnego poziomu przestępczości w Indiach, przemoc wobec kobiet, w tym liczba zabójstw posagowych, wzrasta.

### Historia
Instytucja posagu pierwotnie funkcjonowała w najwyższej kaście braminów. Najczęściej małżeństwa były hipergamiczne, czyli kobiety poślubiały mężczyzn o podobnym, lub wyższym statusie, a sam posag miał wzmacniać pozycję kobiety jako jej własność, którą wnosiła do małżeństwa. Z posagu, który miał charakter jednorazowy, tradycyjnie wyłączone były ziemia i środki produkcji. 
Sytuacja zmieniła się w XIX wieku, gdy brytyjscy kolonizatorzy sprywatyzowali i rozparcelowali ziemię w Indiach, nakładając jednocześnie wysokie podatki, co doprowadziło do powstania systemu posiadaczy (przy czym prawo do posiadania ziemi mieli wyłącznie mężczyźni) i osób pozbawionych własności, oraz do zadłużenia w wielu rodzinach.

### Nowoczesne Indie
W latach 70. XX w. już powszechnie odwoływano się do tradycji posagu, którą rozszerzono na inne kasty. Kobiety zostały utowarowione na rynku matrymonialnym. Dzięki posagowi, dobry ożenek jest szansą dla mężczyzny i jego rodziny na znaczącą poprawę sytuacji materialnej. 
System posagowy współistniejący z normami społecznymi nakazującymi kobiecie zamążpójście, stał się zarzewiem konfliktów. Kobiety stają się ofiarami agresji swoich rodziców zmuszonych do przekazania posagu, jak i braci, którzy uważają, że siostry naruszają ich prawa do spadku. Z drugiej strony kobiety wystawione są na prześladowania i tortury ze strony męża i jego rodziny, których zdaniem posag powinien być większy. Posag przestał być własnością kobiety, a stał się własnością mężczyzny i jego rodziny. Kobiety zostały zakładniczkami w rodzinnych walkach o majątek. 
Rosnący konsumpcjonizm przyczynia się do eskalacji roszczeń posagowych. Normą stało się włączanie do posagu ziemi i środków produkcji, co często prowadzi do znaczącego pogorszenia statusu ekonomicznego rodziny kobiety, a tym samym znaczącego wzbogacenia rodziny mężczyzny. W ramach posagu przekazuje się takie sprzęty gospodarstwa domowego jak lodówki, mikrofalówki czy telewizory. Najbogatsi przekazują luksusowe samochody, łodzie itp. 
Wysokość posagu stała się głównym kryterium w wyborach matrymonialnych. Np. w Bihrze regularnie odbywają się targi matrymonialne, gdzie celem wystawiających się na pokaz mężczyzn jest zdobycie żony z jak największym posagiem. Posag przestał być jednorazowym wydarzeniem, pan młody i jego rodzina oczekują kosztownych podarunków przy okazji różnych świąt rodzinnych.
W konsekwencji kobiety stają się ofiarami powszechnej przemocy. Kobiety niezamożne mogą poślubić zazwyczaj mężczyzn dużo starszych lub chorych. Pozycja kobiet w społeczeństwie uległa dalszej dewaluacji. Narodziny córki są fatalną wiadomością zapowiadającą poważne zubożenie rodziny, stąd popularność selektywnych aborcji (przerywania ciąży, gdy płód jest płci żeńskiej), a w efekcie zaburzenia równowagi demograficznej, tj. nadreprezentacji mężczyzn w społeczeństwie. Szacuje się, że w Indiach "brakuje" ok. 50 milionów kobiet. 

### Walka z tradycją posagu
Przeciwko posagom ostro protestował Mahatma Gandhi, który zachęcał kobiety i mężczyzn do porzucenia tego zwyczaju. W roku 1961 uchwalono ustawę o zakazie posagów, której niedoskonała konstrukcja prawna nie pozwoliła jednak na osiągnięcie wymiernych efektów. W 1984 wprowadzono poprawkę do ustawy, która nakłada na policję obowiązek rozpatrywania każdej skargi związanej z napastowaniem posagowym. Osoba wskazana jako sprawca napastowania ma udowodnić, że nie doszło do wymiany dóbr posagowych. W roku 1983 do kodeksu karnego wpisano zakaz okrucieństwa wobec kobiet, a w przypadku samobójstwa posagowego żony, mąż jest oskarżany o podżeganie. Trzy lata później do prawa wprowadzono również artykuł 304B, który dotyczy nienaturalnych zgonów kobiet (w tym samobójstw) w okresie siedmiu lat od ślubu.